# Чемпіонат України з футболу серед жінок 2017—2018: вища ліга
Чемпіонат вищої ліги України з футболу 2017/2018 року серед жінок — 27-й чемпіонат вищої ліги України з футболу, що проводився серед жіночих колективів.
Чемпіонат пройшов з 10 серпня 2017 до 27 травня 2018 року та став першим за всю історію жіночого футболу в Україні, який пройшов за схемою «осінь — весна». Переможець здобував путівку до Ліги чемпіонів УЄФА.
Чемпіоном вдесяте в історії (і ввосьме під сучасною назвою) став харківський «Житлобуд-1», який завдав єдиної в сезоні поразки минулорічним чемпіонкам і землячкам з «Житлобуду-2». Загалом сезон відзначився домінуванням двох харківських «Житлобудів», які виграли всі матчі проти інших клубів, причому переважно з великими рахунками: обидва клуби забили понад 100 голів за сезон. Вперше в історії чемпіонатів незалежної України команда, що посіла останнє місце, вибула до першої ліги: нею став київський «Атекс-СДЮШОР №16», що не виграв жодного матчу за сезон та зазнав найбільшої поразки в історії вищої ліги (0:22 вдома від «Житлобуд-2»).

## Учасники
За підсумками перехідного сезону 2017 року до вищої ліги вийшов «Ладомир». Усі 9 клубів вищої ліги-2017 продовжили виступи в новому сезоні.
| Команда              | Місто/село           | Стадіон                                                             | Тренер            | Президент            | Місце у ВЛ 2016 |
| -------------------- | -------------------- | ------------------------------------------------------------------- | ----------------- | -------------------- | --------------- |
| «Атекс-СДЮШОР №16»   | Київ                 | КНТЕУ «Міський» (Вишневе) «Зірка-Оболонь» (СШ № 241)                | Алла Гресь        | Алла Гресь           | 9               |
| «Єдність»            | с. Плиски            | «Єдність» «Чернігів-Арена» (Чернігів)                               | Наталія Ігнатович | Михайло Голиця       | 7               |
| «Житлобуд-1»         | Харків               | «Динамо-Арена» «Олімпієць» (Люботин)                                | Валентина Котик   | Олександр Харченко   | 1               |
| «Житлобуд-2»         | Харків               | «Сонячний» «Динамо-Арена»                                           | Євген Погорєлов   | Олександр Конюхов    | 2               |
| «Злагода-Дніпро-1»   | Дніпро               | Стадіон Молодіжного парку «Трудові резерви»                         | Олена Кудзієва    |                      | 6               |
| «Ладомир»            | Володимир-Волинський | «Олімп»                                                             | Олег Бортнік      | Микола Стецюк        |                 |
| «Легенда-ШВСМ»       | Чернігів             | «Чернігів-Арена» «Текстильник»                                      | Володимир Кулик   | Володимир Магеррамов | 3               |
| «Пантери»            | Умань                | «Уманьферммаш» (тренувальне поле)                                   | Юрій О. Деренюк   | Юрій М. Деренюк      | 5               |
| «Родина-Ліцей»       | Костопіль            | «Колос» (смт Млинів)                                                | Василь Мамчур     | Михайло Кривко       | 8               |
| «Ятрань-Берестівець» | Уманський р-н        | ЦС Уманського району (с. Паланка) «Уманьферммаш» (тренувальне поле) | Володимир Пею     | Василь Чекаленко     | 4               |

## Турнірна таблиця
| М  | Команда              | І  | В  | Н | П  | РМ    | О     |
| -- | -------------------- | -- | -- | - | -- | ----- | ----- |
|    | «Житлобуд-1»         | 18 | 17 | 1 | 0  | 110−4 | 52    |
|    | «Житлобуд-2»         | 18 | 16 | 1 | 1  | 104−5 | 49    |
|    | «Легенда-ШВСМ»       | 18 | 11 | 2 | 5  | 51−26 | 35    |
| 4  | «Ятрань-Берестівець» | 18 | 10 | 4 | 4  | 31−20 | 34    |
| 5  | «Єдність»            | 18 | 6  | 3 | 9  | 21−32 | 21    |
| 6  | «Пантери»            | 18 | 6  | 2 | 10 | 37−44 | 20    |
| 7  | «Злагода-Дніпро-1»   | 18 | 5  | 4 | 9  | 15−55 | 19    |
| 8  | «Ладомир»            | 18 | 5  | 3 | 10 | 28−49 | 18    |
| 9  | «Родина-Ліцей»       | 18 | 1  | 5 | 12 | 10−55 | 8     |
| 10 | «Атекс-СДЮШОР №16»   | 18 | 0  | 1 | 17 | 6−123 | -2[а] |

а ФК «Атекс-СДЮШОР №16» позбавлено 3 очок за невиїзд на матч проти «Житлобуду-2»
Позначення:

## Результати матчів
| Команда              | АТЕ    | ЄДН | Ж-1  | Ж-2  | ЗЛА  | ЛАД | ЛЕГ | ПАН | РОД  | ЯТР |
| -------------------- | ------ | --- | ---- | ---- | ---- | --- | --- | --- | ---- | --- |
| «Атекс-СДЮШОР №16»   |        | 0:4 | 0:10 | 0:22 | 1:3  | 0:9 | 0:5 | 1:2 | 0:0  | 2:5 |
| «Єдність»            | 4:0    |     | 0:3  | 1:3  | 3:0  | 1:2 | 2:2 | 1:0 | 1:0  | 0:2 |
| «Житлобуд-1»         | 15:0   | 5:0 |      | 0:0  | 11:0 | 7:0 | 4:0 | 9:0 | 11:0 | 6:0 |
| «Житлобуд-2»         | 3:0[а] | 8:0 | 1:3  |      | 8:0  | 8:0 | 7:0 | 7:0 | 8:0  | 4:0 |
| «Злагода-Дніпро-1»   | 2:1    | 1:1 | 0:7  | 0:6  |      | 1:1 | 0:3 | 0:5 | 2:1  | 0:3 |
| «Ладомир»            | 4:0    | 1:0 | 0:3  | 0:5  | 0:2  |     | 1:2 | 2:5 | 2:0  | 1:4 |
| «Легенда-ШВСМ»       | 17:0   | 2:0 | 0:1  | 1:4  | 2:0  | 4:2 |     | 5:2 | 2:0  | 0:0 |
| «Пантери»            | 9:0    | 1:1 | 1:3  | 0:2  | 0:2  | 5:1 | 1:4 |     | 1:1  | 1:2 |
| «Родина-Ліцей»       | 4:1    | 0:2 | 1:10 | 0:7  | 1:1  | 1:1 | 1:2 | 0:3 |      | 0:0 |
| «Ятрань-Берестівець» | 5:0    | 2:0 | 1:2  | 0:1  | 1:1  | 1:1 | 1:0 | 3:1 | 1:0  |     |

а За неявку на гру команді «Атекс-СДЮШОР №16» зараховано технічну поразку 0:3, а «Житлобуду-2» — перемогу 3:0.

## Гравці

### Найкращі бомбардири
| № | Футболіст      | Команда        | Ігри | Голи (пен.) |
| - | -------------- | -------------- | ---- | ----------- |
| 1 | Ольга Овдійчук | «Житлобуд-1»   | 18   | 28 (3)      |
| 2 | Яна Калініна   | «Житлобуд-2»   | 17   | 27 (0)      |
| 3 | Ганна Вороніна | «Житлобуд-1»   | 18   | 23 (0)      |
| 4 | Марія Михайлюк | «Легенда-ШВСМ» | 15   | 18 (0)      |
| 5 | Оксана Білокур | «Пантери»      | 18   | 15 (0)      |

### Хет-трики
| Голів | Гравець             | Клуб                 | Суперник             | Результат | Дата              | Джерело  |
| ----- | ------------------- | -------------------- | -------------------- | --------- | ----------------- | -------- |
| 3     | Юлія Шевчук         | «Житлобуд-1»         | «Родина-Ліцей»       | 10:1      | 19 серпня 2017    | Протокол |
| 3     | Ольга Овдійчук      | «Житлобуд-1»         | «Родина-Ліцей»       | 10:1      | 19 серпня 2017    | Протокол |
| 3     | Ольга Овдійчук      | «Житлобуд-1»         | «Пантери»            | 3:1       | 24 серпня 2017    | Протокол |
| 3     | Ольга Овдійчук      | «Житлобуд-1»         | «Легенда-ШВСМ»       | 4:0       | 3 вересня 2017    | Протокол |
| 3     | Яна Калініна        | «Житлобуд-2»         | «Єдність»            | 8:0       | 6 вересня 2017    | Протокол |
| 9     | Марія Михайлюк      | «Легенда-ШВСМ»       | «Атекс-СДЮШОР №16»   | 17:0      | 16 вересня 2017   | Протокол |
| 3     | Христина Перевізник | «Легенда-ШВСМ»       | «Атекс-СДЮШОР №16»   | 17:0      | 16 вересня 2017   | Протокол |
| 3     | Ольга Овдійчук      | «Житлобуд-1»         | «Житлобуд-2»         | 3:1       | 22 вересня 2017   | Протокол |
| 3     | Тетяна Козиренко    | «Пантери»            | «Атекс-СДЮШОР №16»   | 9:0       | 24 вересня 2017   | Протокол |
| 5     | Вікторія Гірин      | «Ладомир»            | «Атекс-СДЮШОР №16»   | 9:0       | 29 вересня 2017   | Протокол |
| 4     | Надія Чайка         | «Ладомир»            | «Атекс-СДЮШОР №16»   | 9:0       | 29 вересня 2017   | Протокол |
| 3     | Ганна Вороніна      | «Житлобуд-1»         | «Злагода-Дніпро-1»   | 11:0      | 13 жовтня 2017    | Протокол |
| 3     | Валерія Постол      | «Єдність»            | «Атекс-СДЮШОР №16»   | 4:0       | 15 жовтня 2017    | Протокол |
| 7     | Яна Калініна        | «Житлобуд-2»         | «Атекс-СДЮШОР №16»   | 22:0      | 17 листопада 2017 | Протокол |
| 4     | Вероніка Андрухів   | «Житлобуд-2»         | «Атекс-СДЮШОР №16»   | 22:0      | 17 листопада 2017 | Протокол |
| 3     | Ірина Кочнєва       | «Житлобуд-1»         | «Родина-Ліцей»       | 11:0      | 23 березня 2018   | Протокол |
| 3     | Юлія Гнидюк         | «Ятрань-Берестівець» | «Атекс-СДЮШОР №16»   | 5:2       | 24 березня 2018   | Протокол |
| 3     | Марія Михайлюк      | «Легенда-ШВСМ»       | «Ладомир»            | 4:2       | 18 квітня 2018    | Протокол |
| 5     | Ганна Вороніна      | «Житлобуд-1»         | «Атекс-СДЮШОР №16»   | 15:0      | 20 квітня 2018    | Протокол |
| 4     | Ольга Овдійчук      | «Житлобуд-1»         | «Атекс-СДЮШОР №16»   | 15:0      | 20 квітня 2018    | Протокол |
| 3     | Віра Дятел          | «Житлобуд-2»         | «Родина-Ліцей»       | 8:0       | 29 квітня 2018    | Протокол |
| 4     | Яна Калініна        | «Житлобуд-2»         | «Легенда-ШВСМ»       | 7:0       | 13 травня 2018    | Протокол |
| 4     | Оксана Білокур      | «Пантери»            | «Ладомир»            | 5:2       | 19 травня 2018    | Протокол |
| 3     | Ольга Овдійчук      | «Житлобуд-1»         | «Ятрань-Берестівець» | 6:0       | 19 травня 2018    | Протокол |
| 5     | Яна Калініна        | «Житлобуд-2»         | «Ладомир»            | 8:0       | 27 травня 2018    | Протокол |

## Відвідуваність
| Клуб                 | Середня відвідуваність | Найвища відвідуваність | Місткість стадіону |
| -------------------- | ---------------------- | ---------------------- | ------------------ |
| «Житлобуд-2»         | 223                    | 800                    | 4924               |
| «Легенда-ШВСМ»       | 174                    | 250                    | 1000               |
| «Житлобуд-1»         | 170                    | 250                    | 800                |
| «Єдність»            | 149                    | 300                    | 1500               |
| «Ладомир»            | 144                    | 200                    | 2000               |
| «Родина-Ліцей»       | 133                    | 250                    | 2500               |
| «Пантери»            | 130                    | 230                    | 7552               |
| «Ятрань-Берестівець» | 117                    | 250                    | 1500               |
| «Атекс-СДЮШОР №16»   | 117                    | 150                    | 300                |
| «Злагода-Дніпро-1»   | 108                    | 150                    | 400                |